# Gnamptonychia flavicollis
Gnamptonychia flavicollis là một loài bướm đêm thuộc phân họ Arctiinae, họ Erebidae.